# Mérigny
Mérigny est une commune française située dans le département de l'Indre, en région Centre-Val de Loire.

## Géographie

### Localisation
La commune est située dans le sud-ouest du département, à la limite avec le département de la Vienne. Elle est située dans la région naturelle du Blancois, au sein du parc naturel régional de la Brenne.
Les communes limitrophes sont : Ingrandes (5 km), Nalliers (6 km), Fontgombault (7 km), Sauzelles (7 km), Saint-Pierre-de-Maillé (8 km), Lurais (8 km), Saint-Aigny (8 km) et Saint-Germain (9 km).
Les communes chefs-lieux et préfectorales sont : Le Blanc (10 km), Châteauroux (62 km), La Châtre (81 km) et Issoudun (88 km).

### Hameaux et lieux-dits
Les hameaux et lieux-dits de la commune sont : la Rochebellusson, le Bois, la Bauducellerie, Chantemerle et le Ploudray.

### Géologie et hydrographie
Mérigny dispose de six cavités souterraines naturelles nommées « fontaine de Cul-Froid », « grotte Lhéritier », « grotte Pailler », « grotte de Gaudon », « grotte du Rocher de la Dube » et « grotte de la Roche noire ».
La commune est classée en zone de sismicité 2, correspondant à une sismicité faible.
Le territoire communal est arrosé par la rivière Anglin.

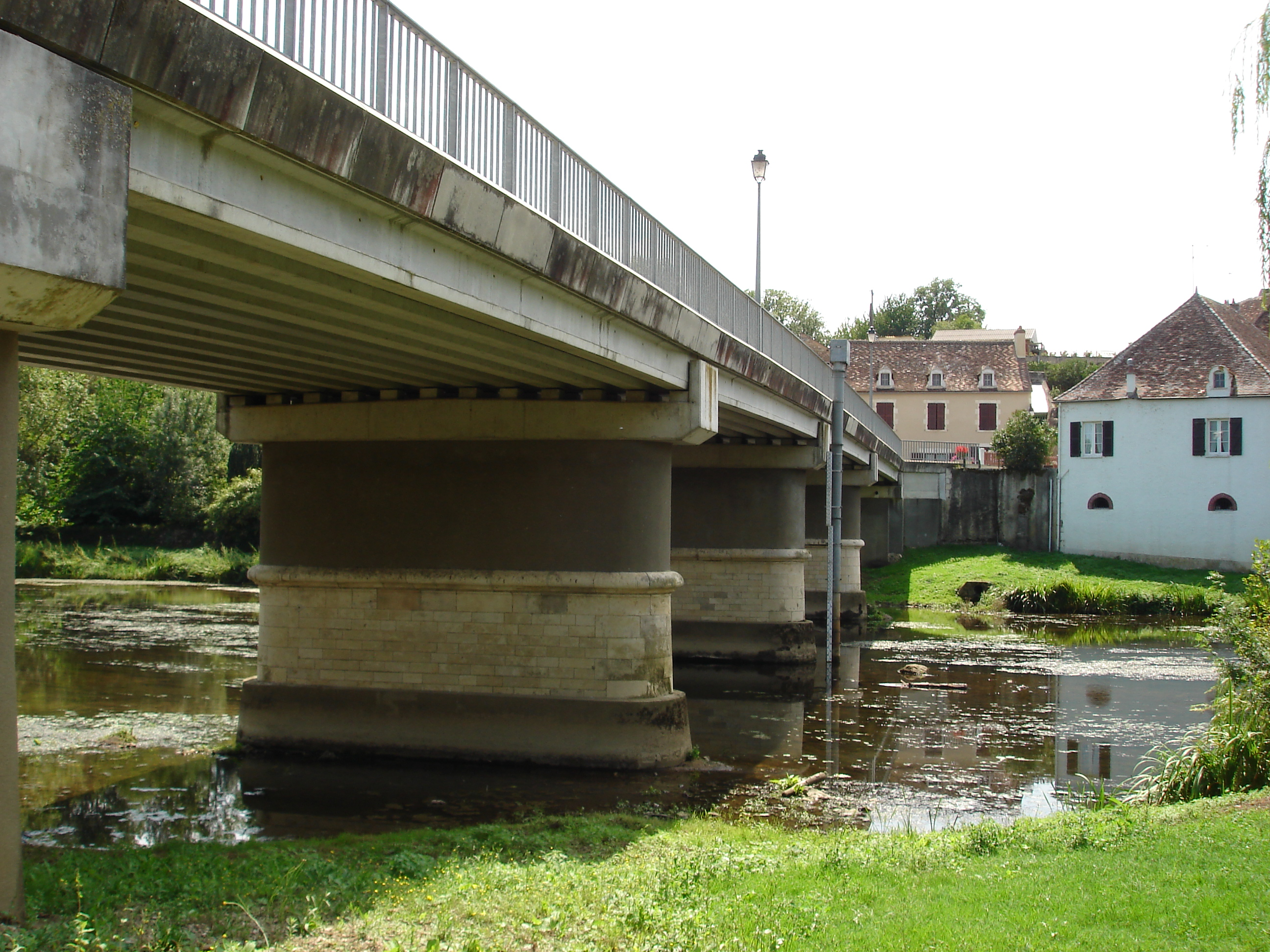
La rivière Anglin en 2011.

### Climat
Pour des articles plus généraux, voir Climat du Centre-Val de Loire et Climat de l'Indre.
En 2010, le climat de la commune est de type climat océanique altéré, selon une étude du CNRS s'appuyant sur une série de données couvrant la période 1971-2000. En 2020, Météo-France publie une typologie des climats de la France métropolitaine dans laquelle la commune est toujours exposée à un climat océanique altéré et est dans la région climatique Poitou-Charentes, caractérisée par un bon ensoleillement, particulièrement en été et des vents modérés.
Pour la période 1971-2000, la température annuelle moyenne est de 11,8 °C, avec une amplitude thermique annuelle de 15 °C. Le cumul annuel moyen de précipitations est de 747 mm, avec 11,6 jours de précipitations en janvier et 6,8 jours en juillet. Pour la période 1991-2020, la température moyenne annuelle observée sur la station météorologique de Météo-France la plus proche, sur la commune du Blanc à 11 km à vol d'oiseau, est de 12,9 °C et le cumul annuel moyen de précipitations est de 776,4 mm,. Pour l'avenir, les paramètres climatiques de la commune estimés pour 2050 selon différents scénarios d'émission de gaz à effet de serre sont consultables sur un site dédié publié par Météo-France en novembre 2022.

### Voies de communication et transports
Le territoire communal est desservi par les routes départementales : 27, 27A, 43, 50, 53 et 95.
La ligne de Saint-Benoît au Blanc passait par le territoire communal, une gare (Ingrandes - Mérigny) desservait la commune. Les gares ferroviaires les plus proches sont les gares de Châtellerault (42 km) et Argenton-sur-Creuse (50 km).
Mérigny est desservie par la ligne O du Réseau de mobilité interurbaine.
L'aéroport le plus proche est l'aéroport de Châteauroux-Centre, à 74 km.
Le territoire communal est traversé par le sentier de grande randonnée 48 et par le sentier de grande randonnée de pays de la Brenne.

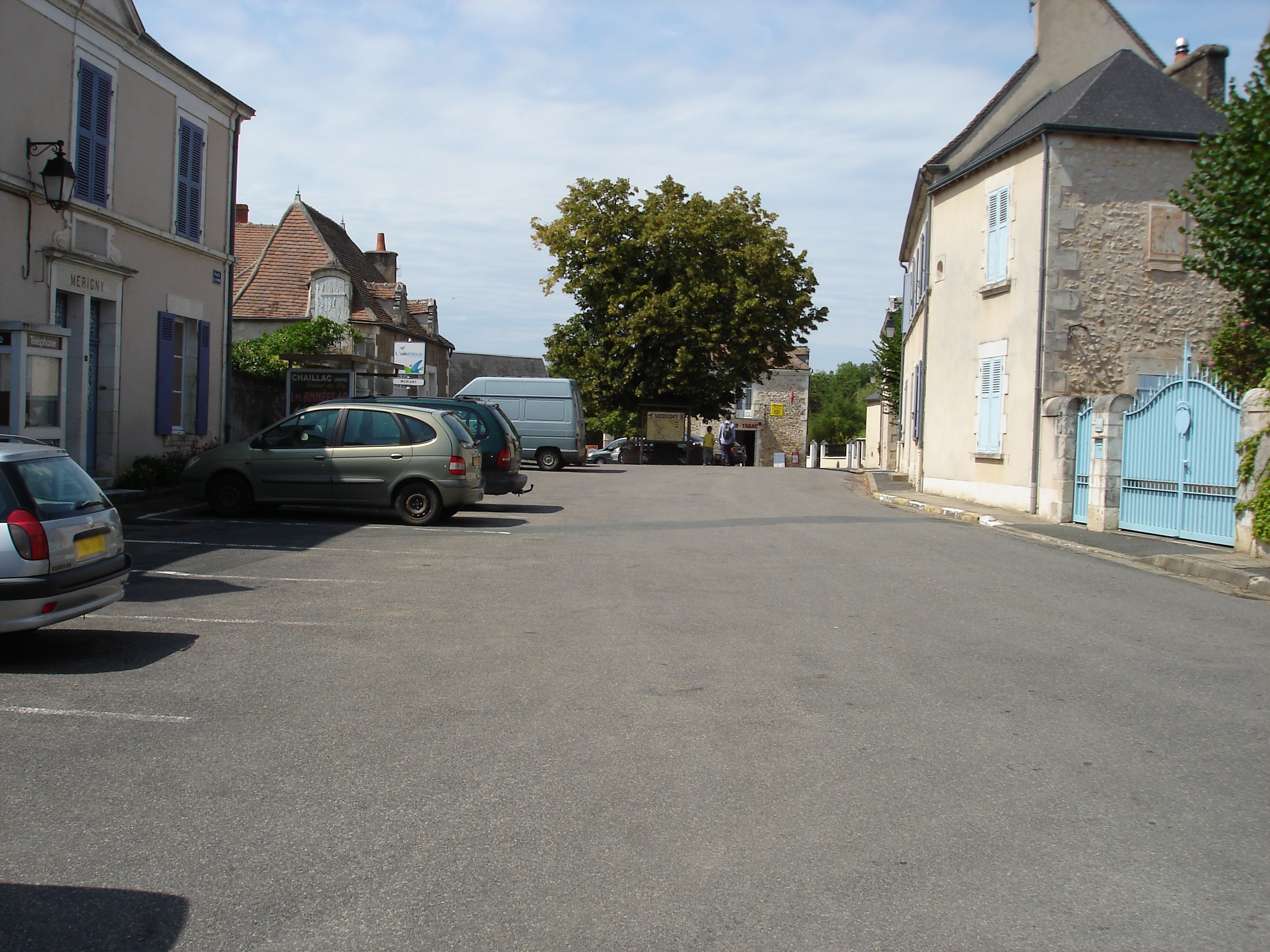
La place du 8-Mai en 2011.
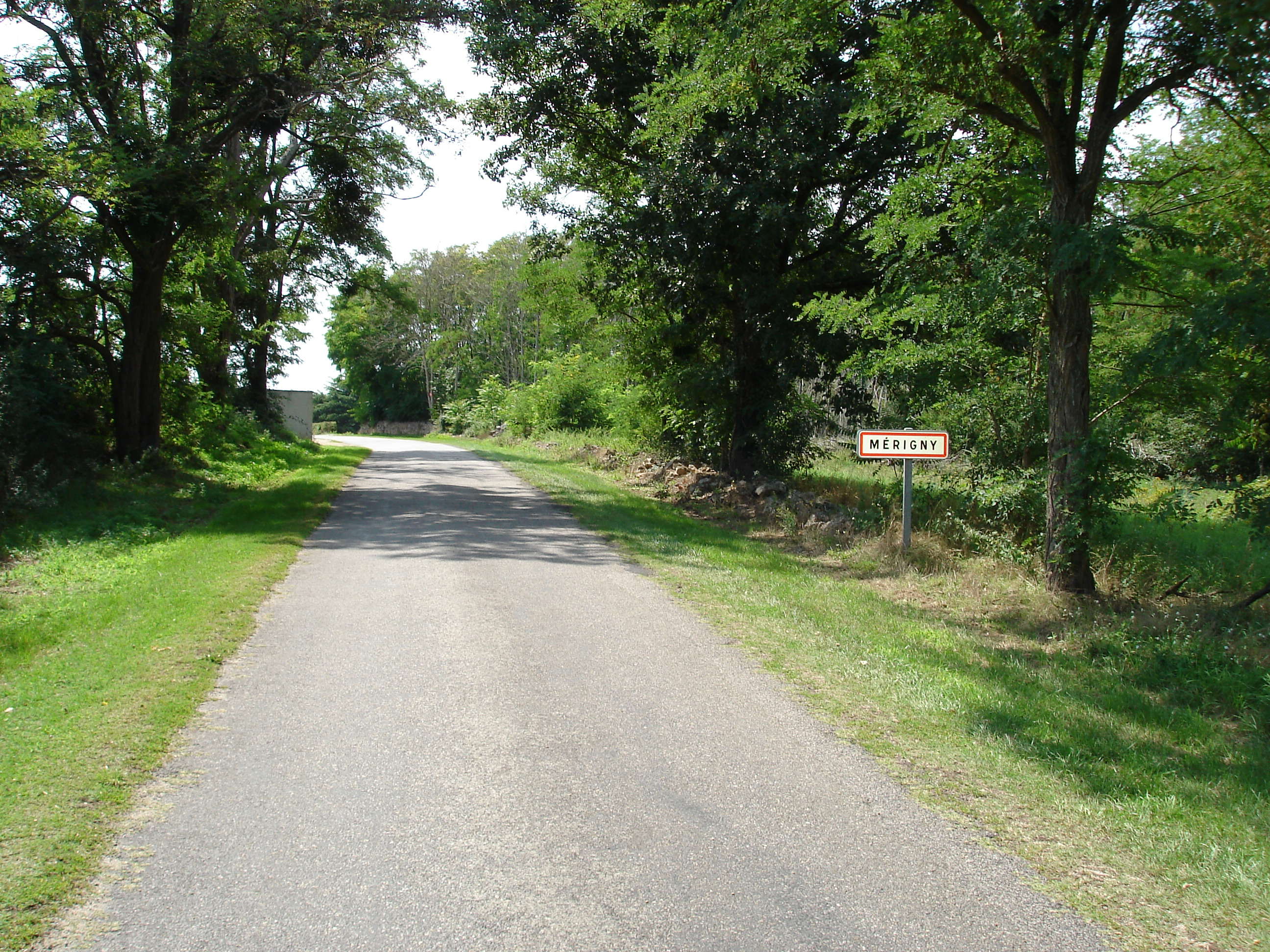
La rue du Stade-Paul-Benazet en 2011.
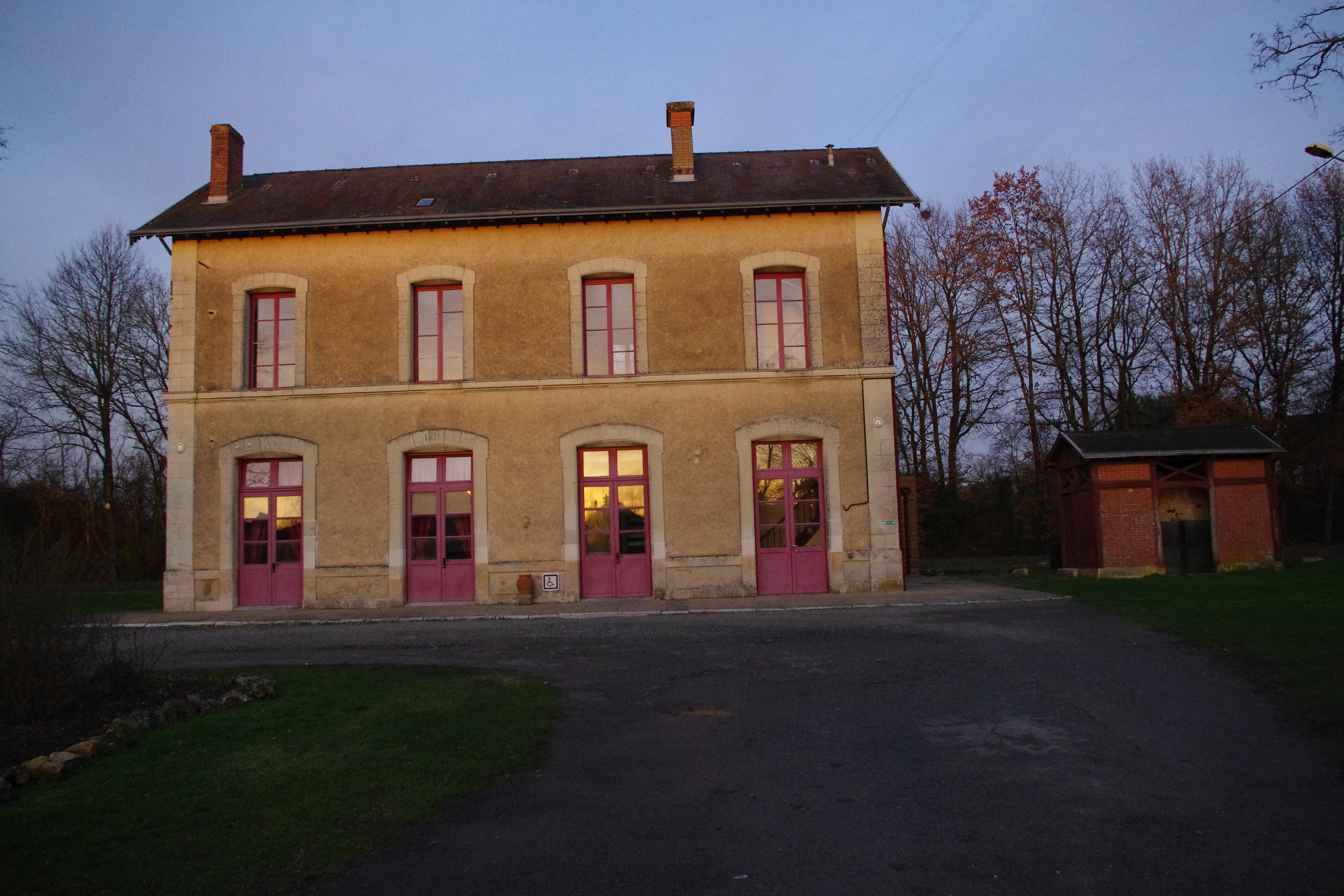
L'ancienne gare d'Ingrandes - Mérigny en 2013.
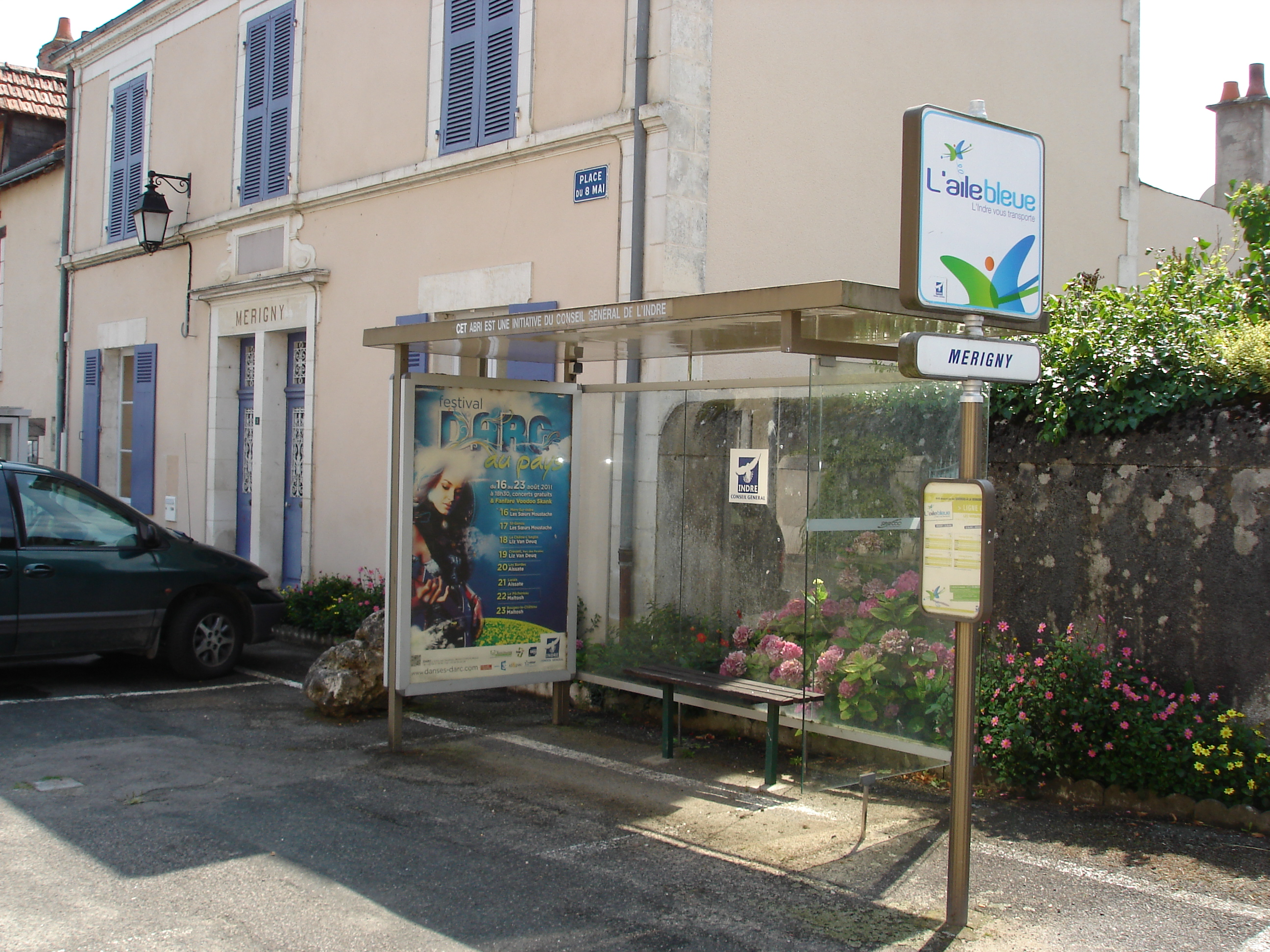
L'arrêt de bus L'Aile Bleue en 2011.

## Urbanisme

### Typologie
Au 1er janvier 2024, Mérigny est catégorisée commune rurale à habitat dispersé, selon la nouvelle grille communale de densité à sept niveaux définie par l'Insee en 2022.
Elle est située hors unité urbaine. Par ailleurs la commune fait partie de l'aire d'attraction du Blanc, dont elle est une commune de la couronne,. Cette aire, qui regroupe 23 communes, est catégorisée dans les aires de moins de 50 000 habitants,.

### Occupation des sols
L'occupation des sols de la commune, telle qu'elle ressort de la base de données européenne d’occupation biophysique des sols Corine Land Cover (CLC), est marquée par l'importance des territoires agricoles (69,5 % en 2018), une proportion identique à celle de 1990 (69,5 %). La répartition détaillée en 2018 est la suivante : 
terres arables (42,3 %), forêts (29,6 %), zones agricoles hétérogènes (20,7 %), prairies (6,5 %), zones urbanisées (0,8 %). L'évolution de l’occupation des sols de la commune et de ses infrastructures peut être observée sur les différentes représentations cartographiques du territoire : la carte de Cassini (XVIIIe siècle), la carte d'état-major (1820-1866) et les cartes ou photos aériennes de l'IGN pour la période actuelle (1950 à aujourd'hui).

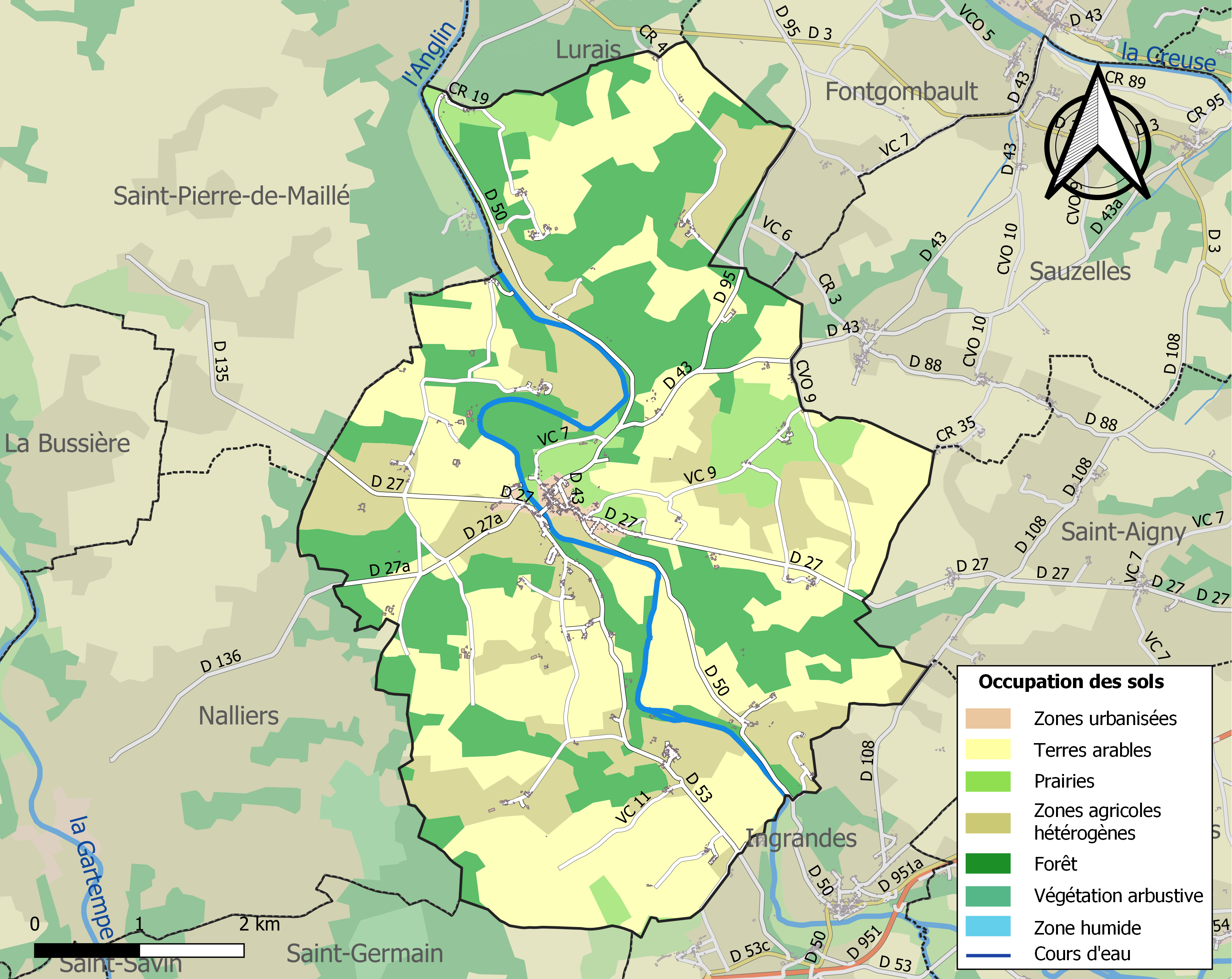
Carte des infrastructures et de l'occupation des sols de la commune en 2018 (CLC).

### Logement
Le tableau ci-dessous présente le détail du secteur des logements de la commune :
| Date du relevé                                              | 2013   |
| Nombre total de logements                                   | 391    |
| Résidences principales                                      | 62,7 % |
| Résidences secondaires                                      | 19,9 % |
| Logements vacants                                           | 17,4 % |
| Part des ménages propriétaires de leur résidence principale | 76,3 % |

### Risques majeurs
Le territoire de la commune de Mérigny est vulnérable à différents aléas naturels : météorologiques (tempête, orage, neige, grand froid, canicule ou sécheresse), mouvements de terrains et séisme (sismicité faible). Un site publié par le BRGM permet d'évaluer simplement et rapidement les risques d'un bien localisé soit par son adresse soit par le numéro de sa parcelle.

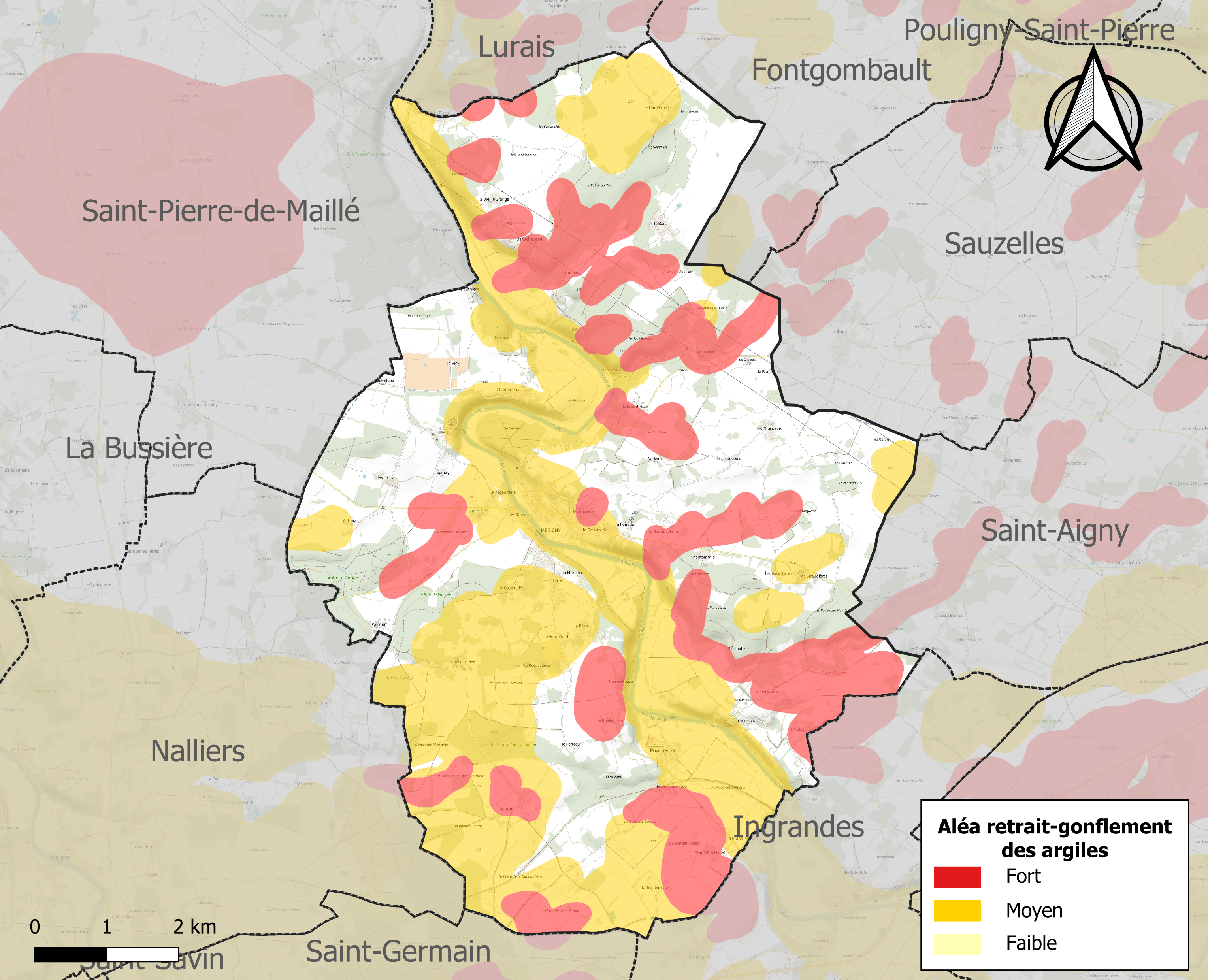
Carte des zones d'aléa retrait-gonflement des sols argileux de Mérigny.

Les mouvements de terrains susceptibles de se produire sur la commune sont des tassements différentiels.
Le retrait-gonflement des sols argileux est susceptible d'engendrer des dommages importants aux bâtiments en cas d’alternance de périodes de sécheresse et de pluie. 59,6 % de la superficie communale est en aléa moyen ou fort (84,7 % au niveau départemental et 48,5 % au niveau national). Sur les 381 bâtiments dénombrés sur la commune en 2019, 273 sont en aléa moyen ou fort, soit 72 %, à comparer aux 86 % au niveau départemental et 54 % au niveau national. Une cartographie de l'exposition du territoire national au retrait gonflement des sols argileux est disponible sur le site du BRGM,.
Concernant les mouvements de terrains, la commune a été reconnue en état de catastrophe naturelle au titre des dommages causés par la sécheresse en 2003, 2017 et 2019 et par des mouvements de terrain en 1999.

## Toponymie
Ses habitants sont appelés les Mérinois.

## Histoire

### Préhistoire
L'homme était présent sur ces terres à l'époque préhistorique, comme en témoignent les nombreux outils en silex éclaté ou poli retrouvés : des haches, des couteaux, des pointes de flèche, des marteaux, des racloirs. Cependant, on ne rencontre ni tumulus, ni dolmen et ni menhir sur la commune.
Le site de la Vieille Grange, prospecté par le Dr Jacques Allain en 1972, a livré du Châtelperronien sous la forme d'un lambeau de couche piégé dans une brèche.
La grotte de la Roche Noire a servi de sépulture collective à l'âge du fer.

### Antiquité
À l'époque gauloise, la région était frontalière au peuple des Bituriges (Bourges) et à celui des Pictaves (Poitiers). À cette époque, les hommes travaillaient aisément le fer et le bronze, nécessaires pour la fabrication des harnais, des chars et des armes. Ils étaient chasseurs et bergers, élevaient des troupeaux de porcs, cultivaient le blé, le chanvre et le lin et croyaient à l'immortalité de l'âme et à une vie future.
À l'époque gallo-romaine, la civilisation latine s'implanta en apportant la religion chrétienne et la culture de la vigne. L'agriculture et le commerce se développèrent autour de la demeure d'un maître gaulois du nom de « Marinus, Marinius ou Mariniacus » d'où provient le nom de Mérigny (la villa de Marinius).
Puis vint l'époque des grandes conquêtes. Les Romains furent chassés des terres en 475 par les Wisigoths, eux-mêmes chassés par Clovis en 507. Les rois de France et seigneurs de province se succédèrent. Pour se protéger des envahisseurs, les hommes bâtirent des châteaux forts sur des lieux stratégiques. Pour cela les bords de l'Anglin offraient un relief intéressant.

### Moyen-Âge
La guerre de Cent Ans fit des ravages dans la région. En 1416, Jean du Plessis fut chargé de défendre le château de la Roche-Bellusson contre les Anglais.
À partir du XVIe siècle, l'histoire de Mérigny est liée à la vie de ses habitants sous le régime de la seigneurie de la Roche-Bellusson, de la commanderie de Plaincourault, du prieuré de Puychevrier et de la paroisse.

### Époque contemporaine
À partir du XIXe siècle, le village a pris un réel essor grâce au développement des moyens de communication : le pont, les routes, le chemin de fer et le service postal. Avant 1820, il n'existait aucune route carrossable à Mérigny. Les déplacements s'effectuaient à pied, à cheval ou à dos d'âne dans des chemins tortueux et étroits. Il faut attendre 1850 pour emprunter la première route reliant Châtellerault au Blanc par Mérigny, et 1885 pour connaître la ligne de chemin de fer reliant Poitiers à Argenton par Ingrandes, distante de 5 km. Ce développement s'intensifia, au XXe siècle, avec l'arrivée de l'automobile et du téléphone dans chaque foyer.
La commune fut rattachée de 1801 à 2015 au canton de Tournon-Saint-Martin.

## Politique et administration

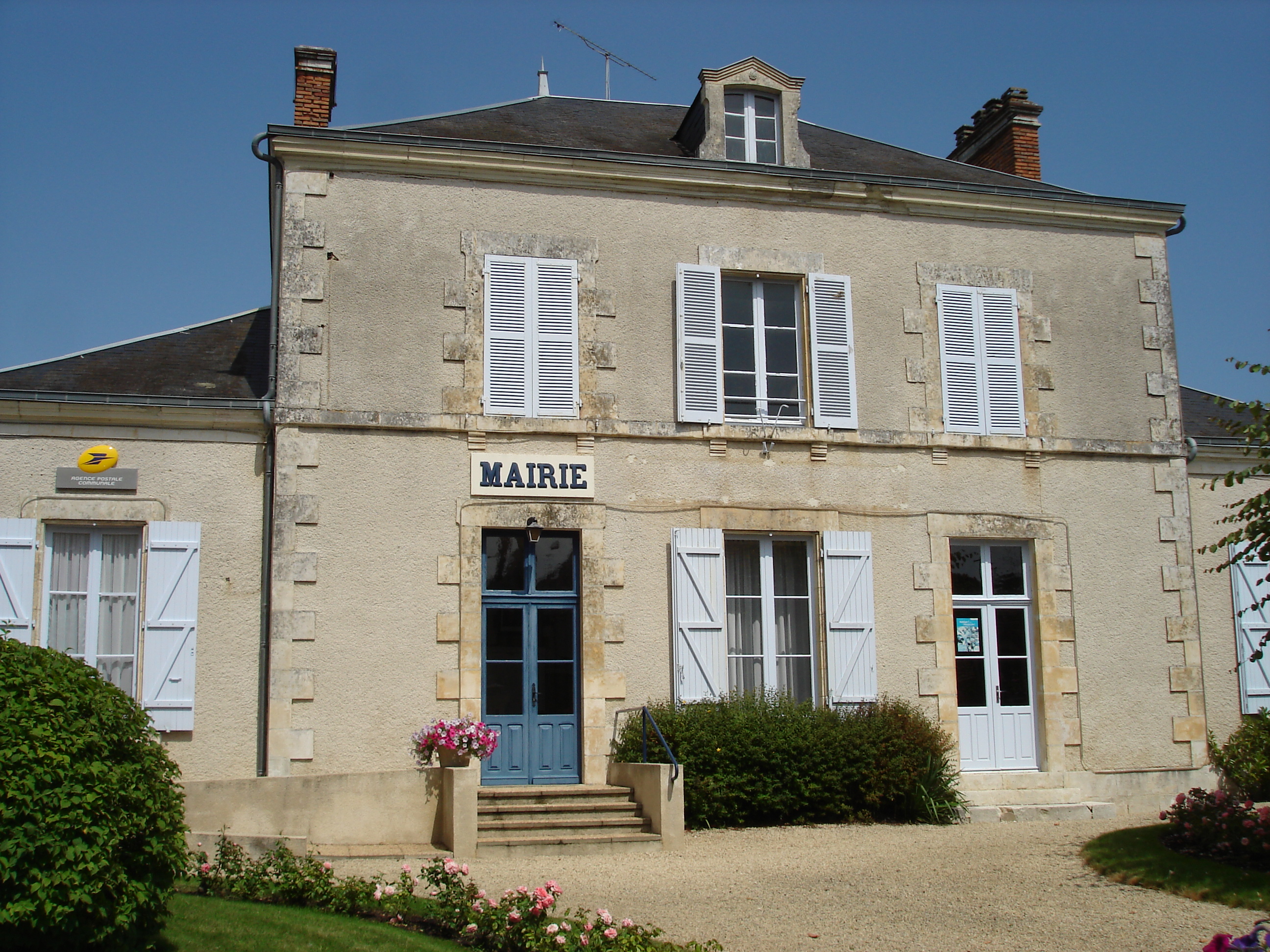
La mairie en 2011.

La commune dépend de l'arrondissement du Blanc, du canton du Blanc, de la première circonscription de l'Indre et de la communauté de communes Brenne - Val de Creuse.
Elle dispose d'une agence postale communale.
| Période    | Période  | Identité        | Étiquette | Qualité          |
| ---------- | -------- | --------------- | --------- | ---------------- |
| mars 2001, | En cours | Michel Liaudois | DVD       | Cadre commercial |

## Population et société

### Démographie
L'évolution du nombre d'habitants est connue à travers les recensements de la population effectués dans la commune depuis 1793. Pour les communes de moins de 10 000 habitants, une enquête de recensement portant sur toute la population est réalisée tous les cinq ans, les populations de référence des années intermédiaires étant quant à elles estimées par interpolation ou extrapolation. Pour la commune, le premier recensement exhaustif entrant dans le cadre du nouveau dispositif a été réalisé en 2008.

En 2022, la commune comptait 544 habitants, en évolution de +1,68 % par rapport à 2016 (Indre : −3 %, France hors Mayotte : +2,11 %).
| 1793  | 1800  | 1806 | 1821 | 1831 | 1836  | 1841  | 1846  | 1851  |
| ----- | ----- | ---- | ---- | ---- | ----- | ----- | ----- | ----- |
| 1 072 | 1 345 | 666  | 969  | 988  | 1 024 | 1 030 | 1 084 | 1 088 |

| 1856  | 1861  | 1866  | 1872  | 1876  | 1881  | 1886  | 1891  | 1896  |
| ----- | ----- | ----- | ----- | ----- | ----- | ----- | ----- | ----- |
| 1 071 | 1 002 | 1 000 | 1 006 | 1 033 | 1 015 | 1 083 | 1 014 | 1 055 |

| 1901  | 1906  | 1911  | 1921 | 1926 | 1931 | 1936 | 1946 | 1954 |
| ----- | ----- | ----- | ---- | ---- | ---- | ---- | ---- | ---- |
| 1 006 | 1 015 | 1 032 | 920  | 842  | 803  | 826  | 820  | 817  |

| 1962 | 1968 | 1975 | 1982 | 1990 | 1999 | 2006 | 2008 | 2013 |
| ---- | ---- | ---- | ---- | ---- | ---- | ---- | ---- | ---- |
| 804  | 767  | 700  | 570  | 563  | 571  | 571  | 562  | 538  |

| 2018 | 2022 | - | - | - | - | - | - | - |
| ---- | ---- | - | - | - | - | - | - | - |
| 539  | 544  | - | - | - | - | - | - | - |

### Enseignement
La commune dépend de la circonscription académique du Blanc.

### Équipement culturel
Elle dispose aussi d'une salle des fêtes.

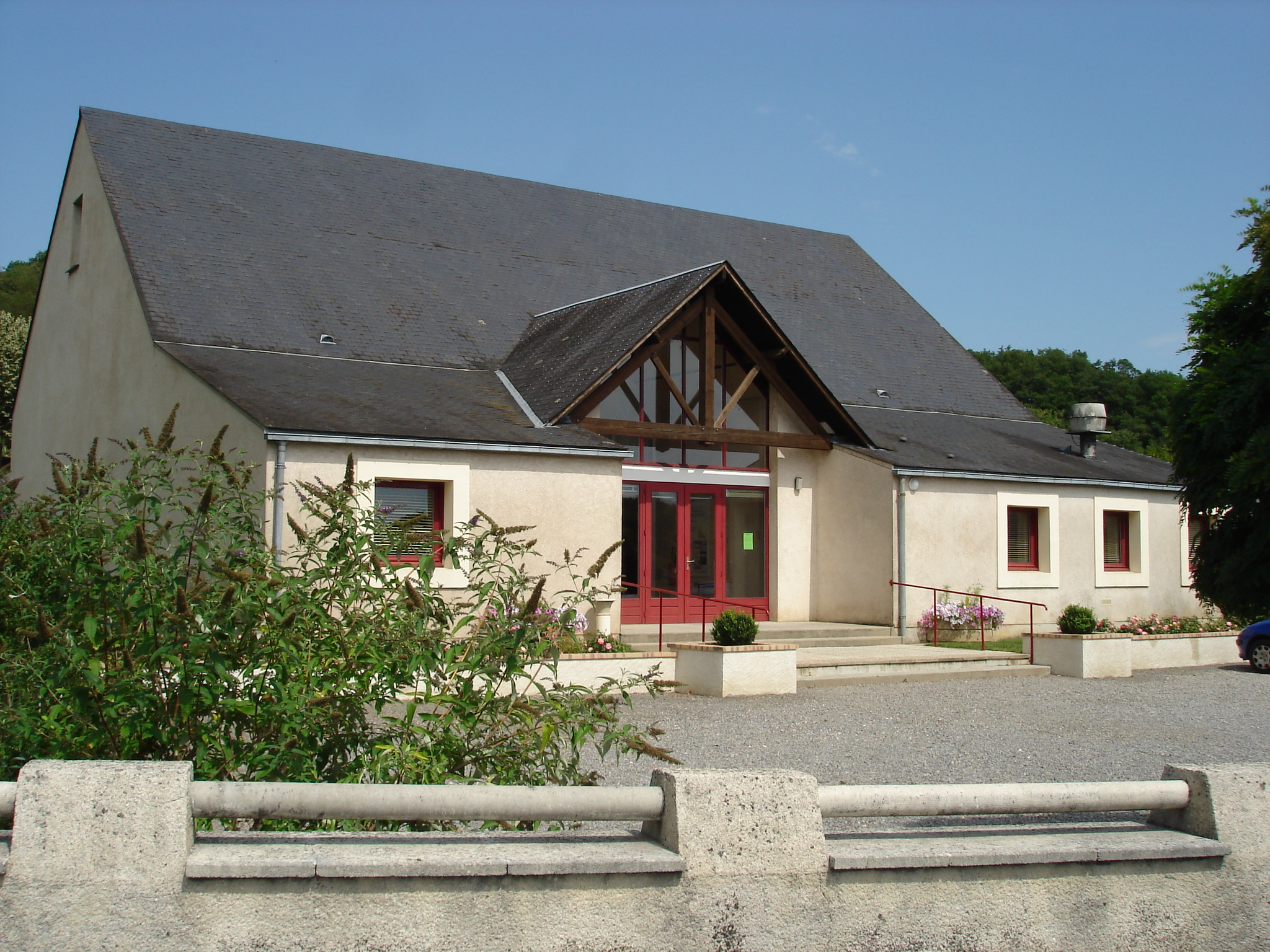
La salle des fêtes en 2011.

### Médias
La commune est couverte par les médias suivants : La Nouvelle République du Centre-Ouest, Le Berry républicain, L'Écho - La Marseillaise, La Bouinotte, Le Petit Berrichon, France 3 Centre-Val de Loire, Berry Issoudun Première, Vibration, Forum, France Bleu Berry et RCF en Berry.

### Cultes
- La Fraternité de la Transfiguration a son siège national au hameau du Bois.

## Économie
La commune se situe dans la zone d’emploi du Blanc et dans le bassin de vie du Blanc.
La commune se trouve dans l'aire géographique et dans la zone de production du lait, de fabrication et d'affinage des fromages Pouligny-saint-pierre et Sainte-maure-de-touraine.
L'abattoir est une des principales sources d'économie de la commune.

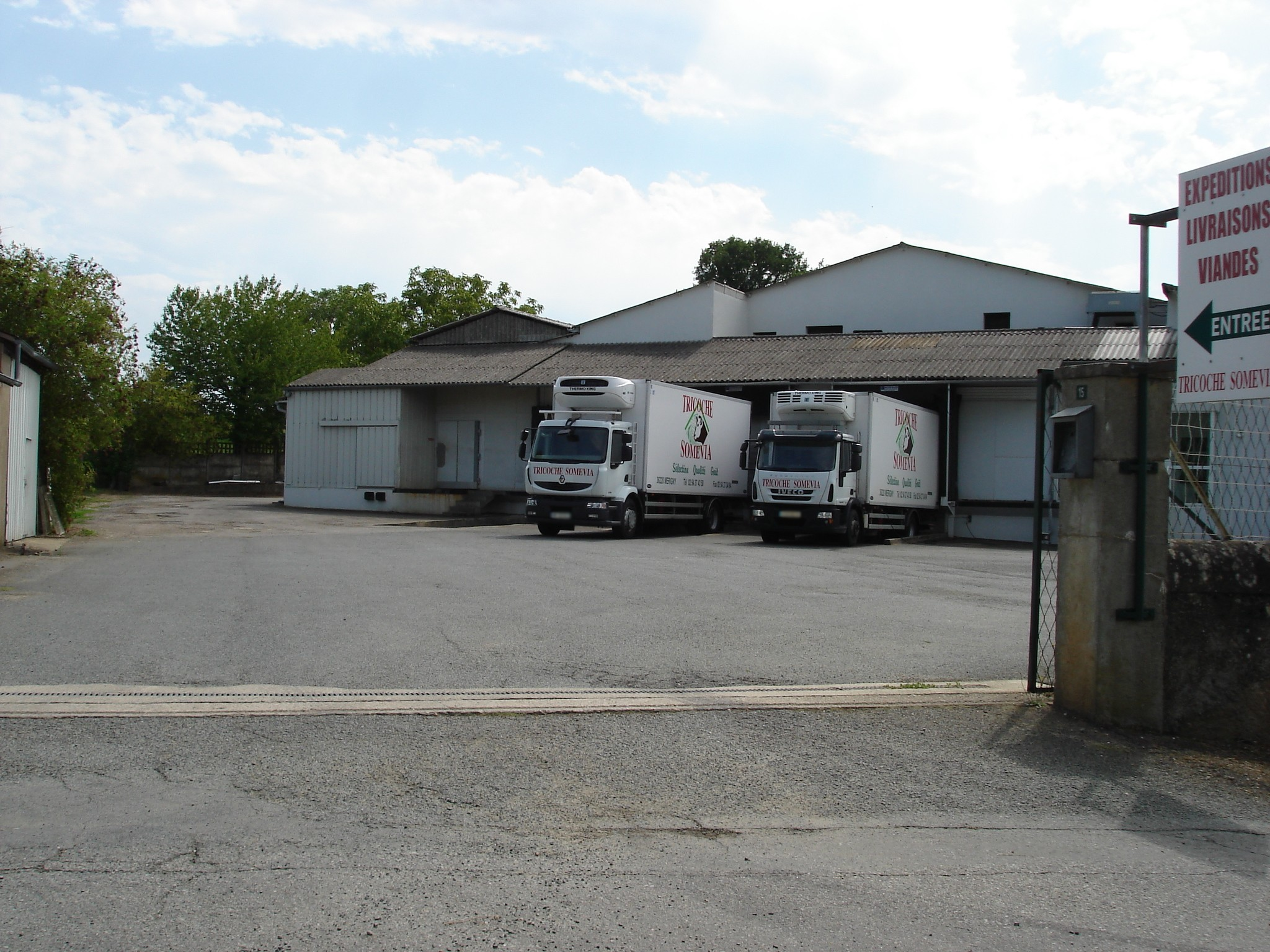
L'abattoir en 2011.

Un camping est présent dans la commune. Il s'agit du camping municipal de Champ de la Cure qui dispose de 30 emplacements.

## Culture locale et patrimoine

### Lieux et monuments
- Château de Plaincourault : il fait l’objet d’un classement au titre des monuments historiques depuis le 14 janvier 1944[40].
- Église Saint-Sulpice
- Prieuré de Puychevrier : il fait l’objet d’un classement au titre des monuments historiques depuis le 16 mai 1979[41].
- Chapelle de Plaincourault du XIIe siècle, classée parmi les monuments historiques depuis le 14 janvier 1944[42].
- Monument aux morts
- Rocher de la Dube
- Grotte Lhéritier
- Grotte Pailler
- Grotte de Gaudon
- Grotte du Rocher de la Dube
- Fontaine de Cul Froid
- Grotte de la Roche Noire

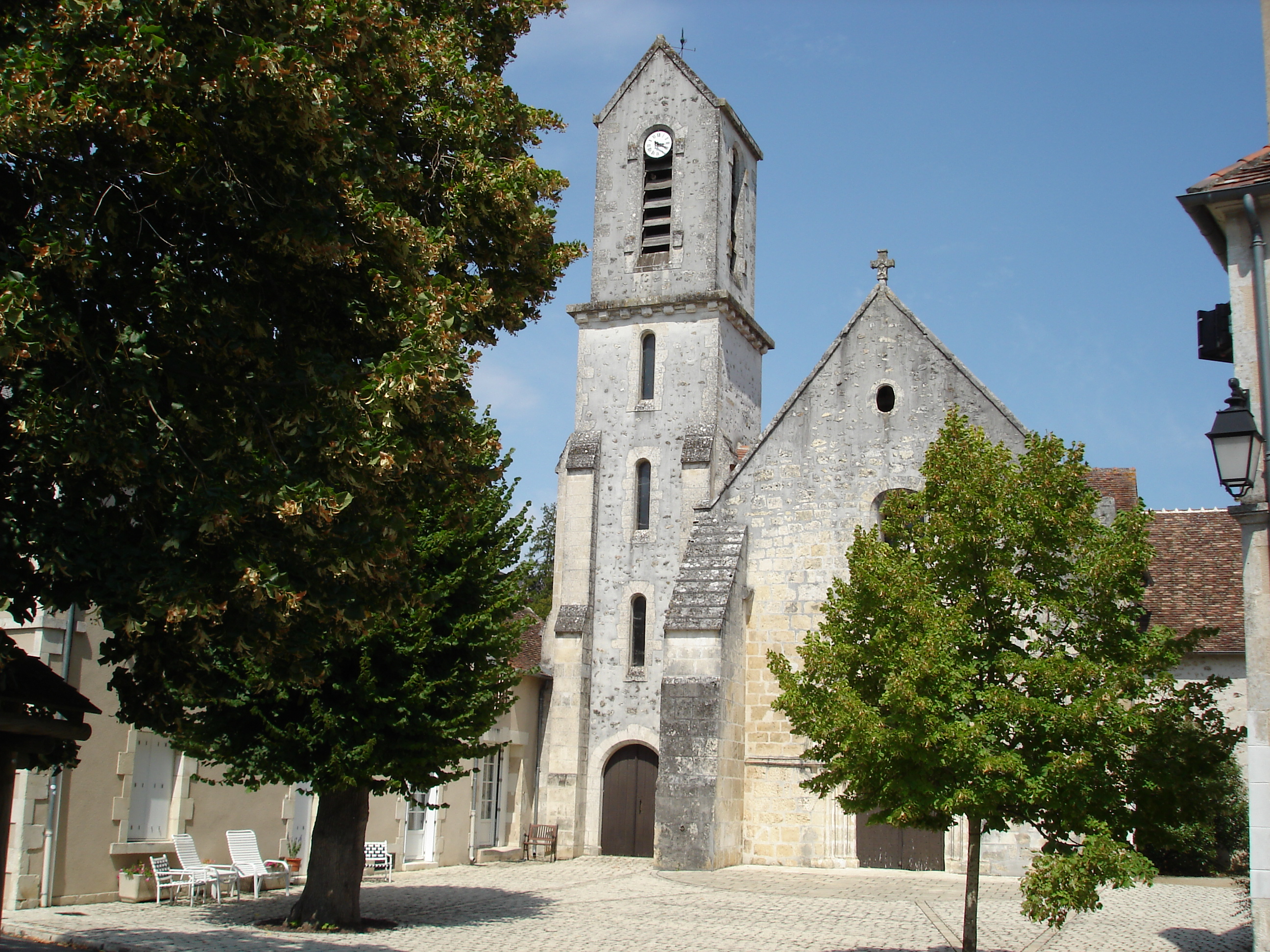
L'église Saint-Sulpice en 2011.
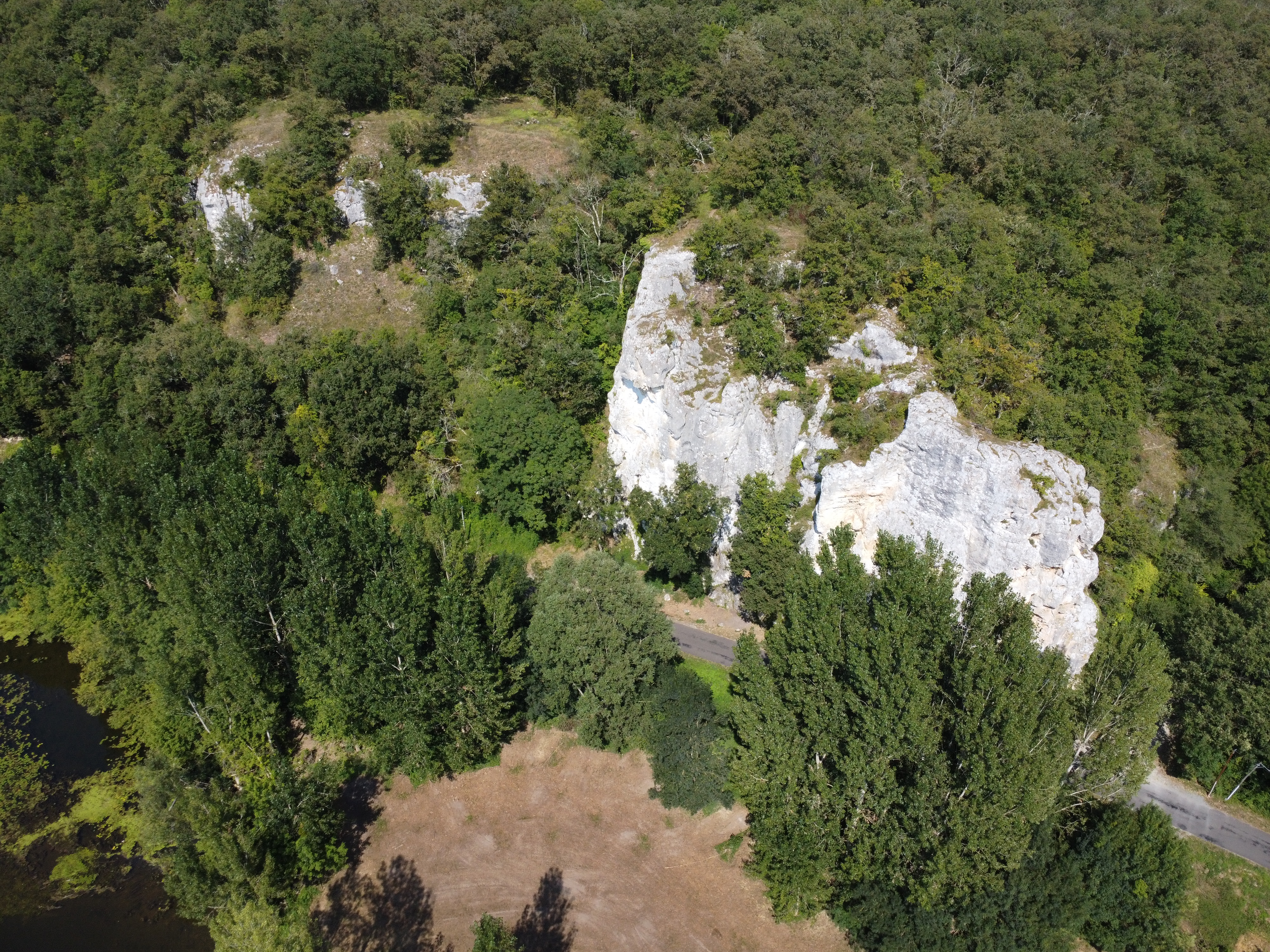
Rocher de la Dube
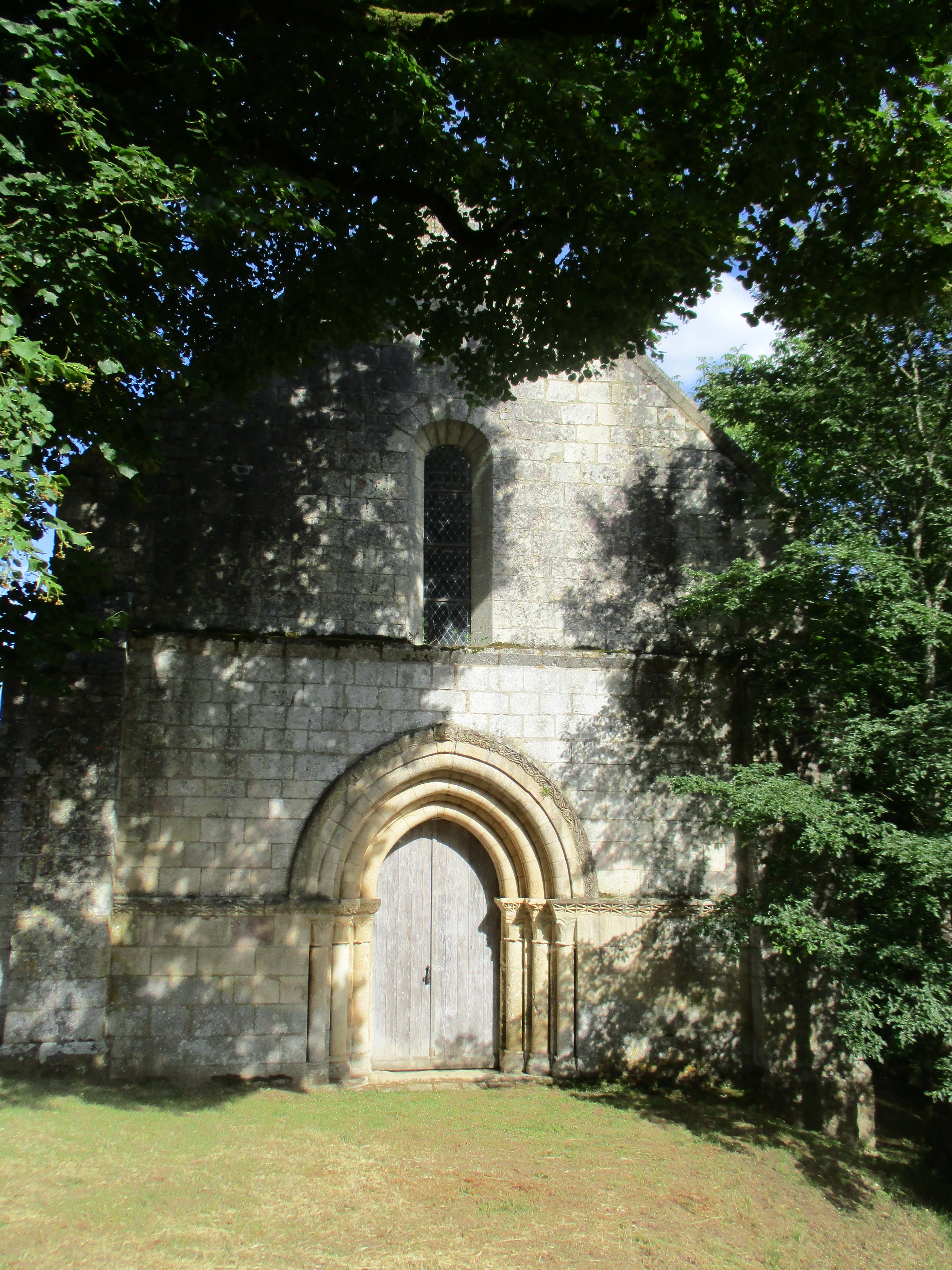
La chapelle de Plaincourault en 2017.
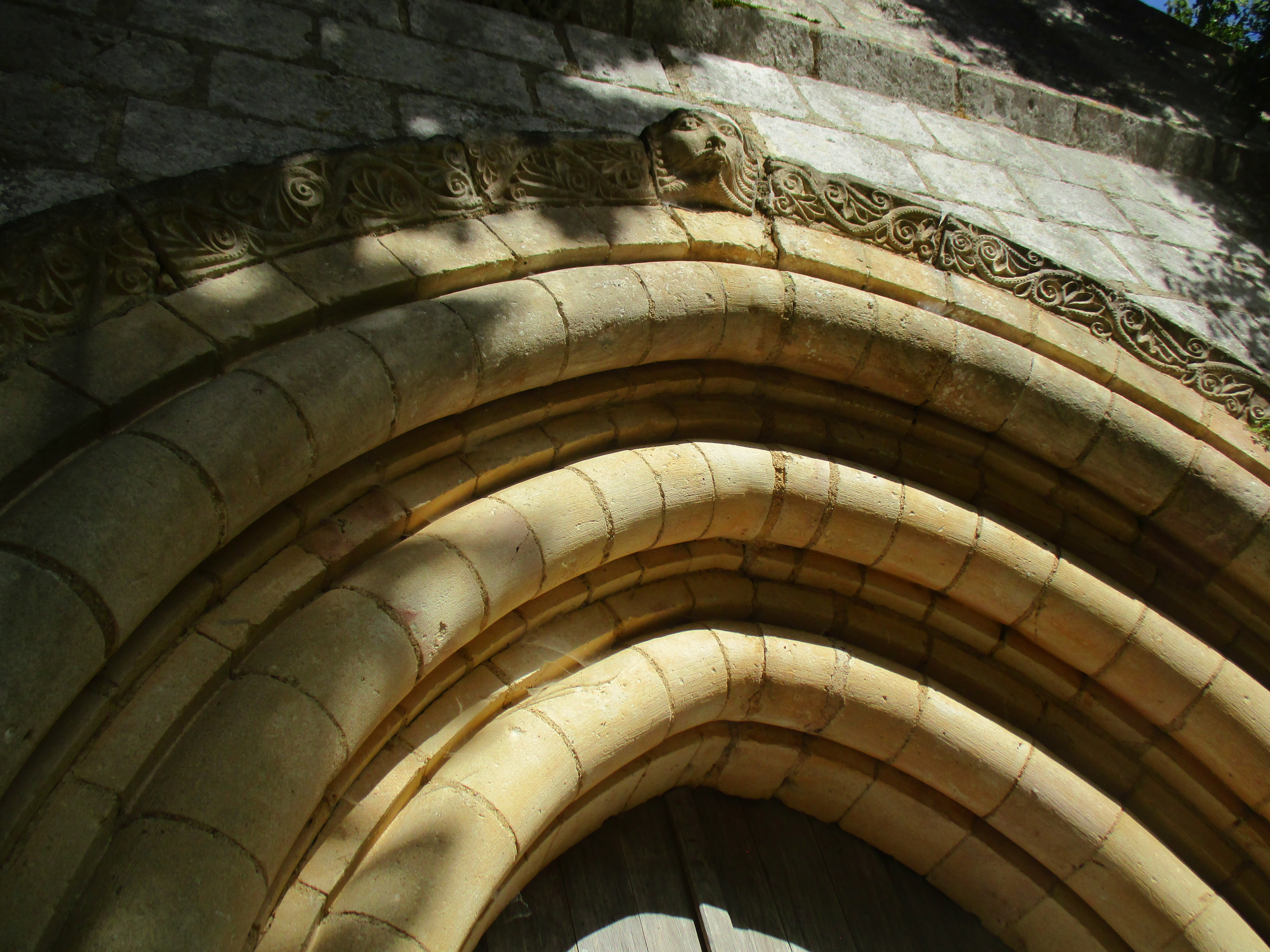
Mascaron et frise du portail de la chapelle romane de Plaincourault en 2017.